# Heinrich Stephani

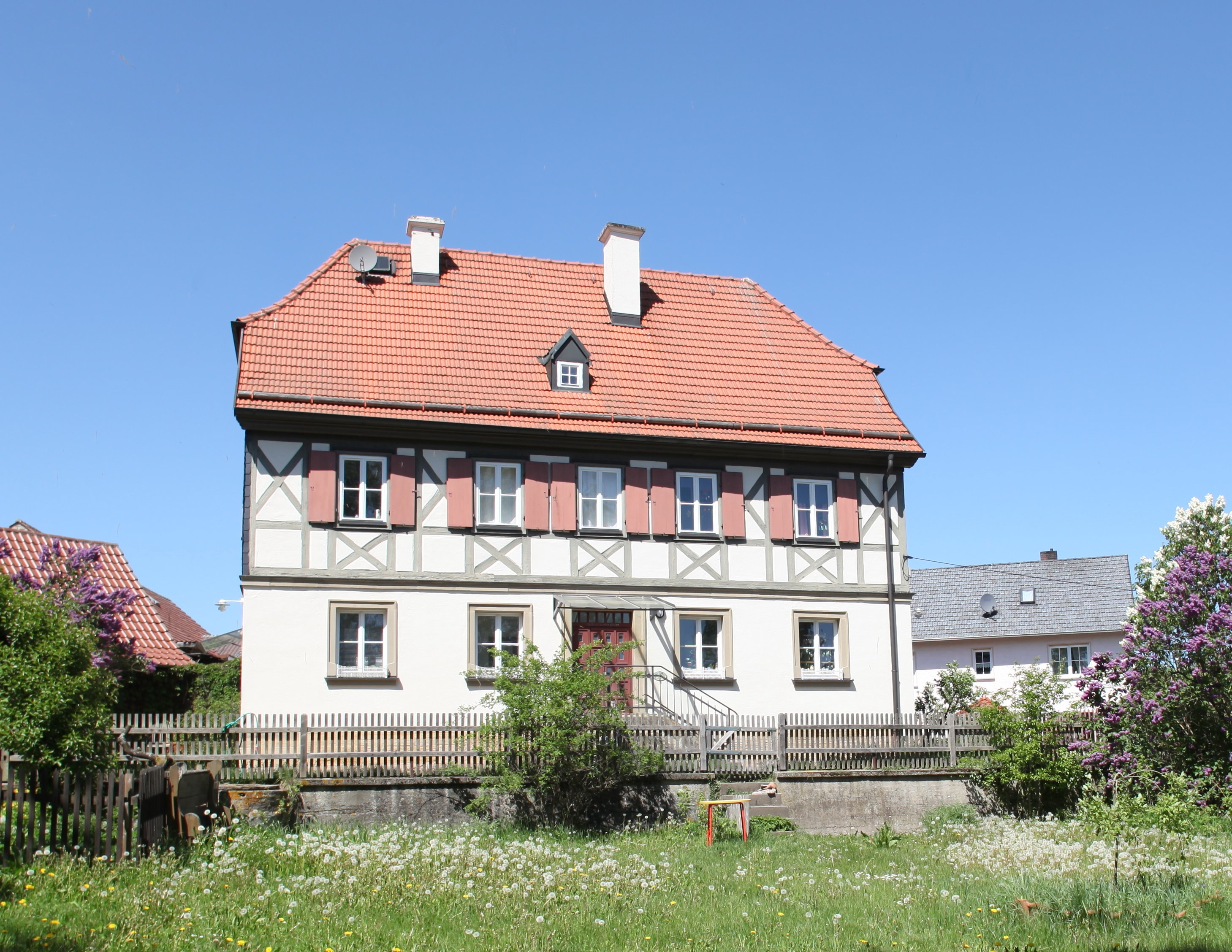
Geburtshaus in Gemünda

Heinrich Stephani (* 1. April 1761 in Gemünda; † 25. Dezember 1850 in Gorka, Schlesien) war ein deutscher Pädagoge und Reformer.

## Leben
Heinrich Stephani war Sohn des Gemündaer Ortspfarrers Georg Leonhard Adam Stephani. Er wuchs in Merzbach auf, wohin sein Vater 1765 versetzt wurde. An der Universität Erlangen studierte er Rechtswissenschaften.
Im Hauptberuf war Stephani evangelischer Theologe, Kirchenrat und Dekan in Gunzenhausen. 1811 wurde der Protestant zum Ehrenritter des Ordens vom Heiligen Michael ernannt. Ab 1808 war er in der Schulaufsicht tätig, dann Mitglied des ersten Bayerischen Landtags. Er war Rationalist und wurde 1834 amtsenthoben.
Stephani erleichterte das Lesenlernen durch die Einführung der Lautiermethode anstelle der bis dahin üblichen Buchstabiermethode (Handfibel oder Elementarbuch zum Lesenlernen nach der Lautiermethode, 1802). Er gilt in der Studentengeschichte als mutmaßlicher Urheber der Schokoladisten-Bewegung 1791 in Jena, in deren Folge es zu bewaffneten Kämpfen zwischen Studenten und Soldaten und zum Auszug nach Nohra kam.
Seine Schülergerichtsbarkeit in Gunzenhausen (1826–1834) gilt als einer der Vorläufer Demokratischer Schulen.
Er war mit der Tochter des Geistlichen und Pädagogen Johann Paul Pöhlmann verheiratet.

## Werke (Auswahl)
- Handfibel oder Elementarbuch zum Lesenlernen nach der Lautiermethode, 1802
- Ausführliche Beschreibung der genetischen Schreibmethode für Volksschulen, Erlangen 1815 (Digitalisat in der Digitalen Bibliothek Mecklenburg-Vorpommern)
- Fibel zu den ersten Lese-Uebungen. Palm’sche Verlagsbuchhandlung, Erlangen 1843 (Digitalisat im Internet Archive)